# Chapelle Notre-Dame de Bonne-Nouvelle

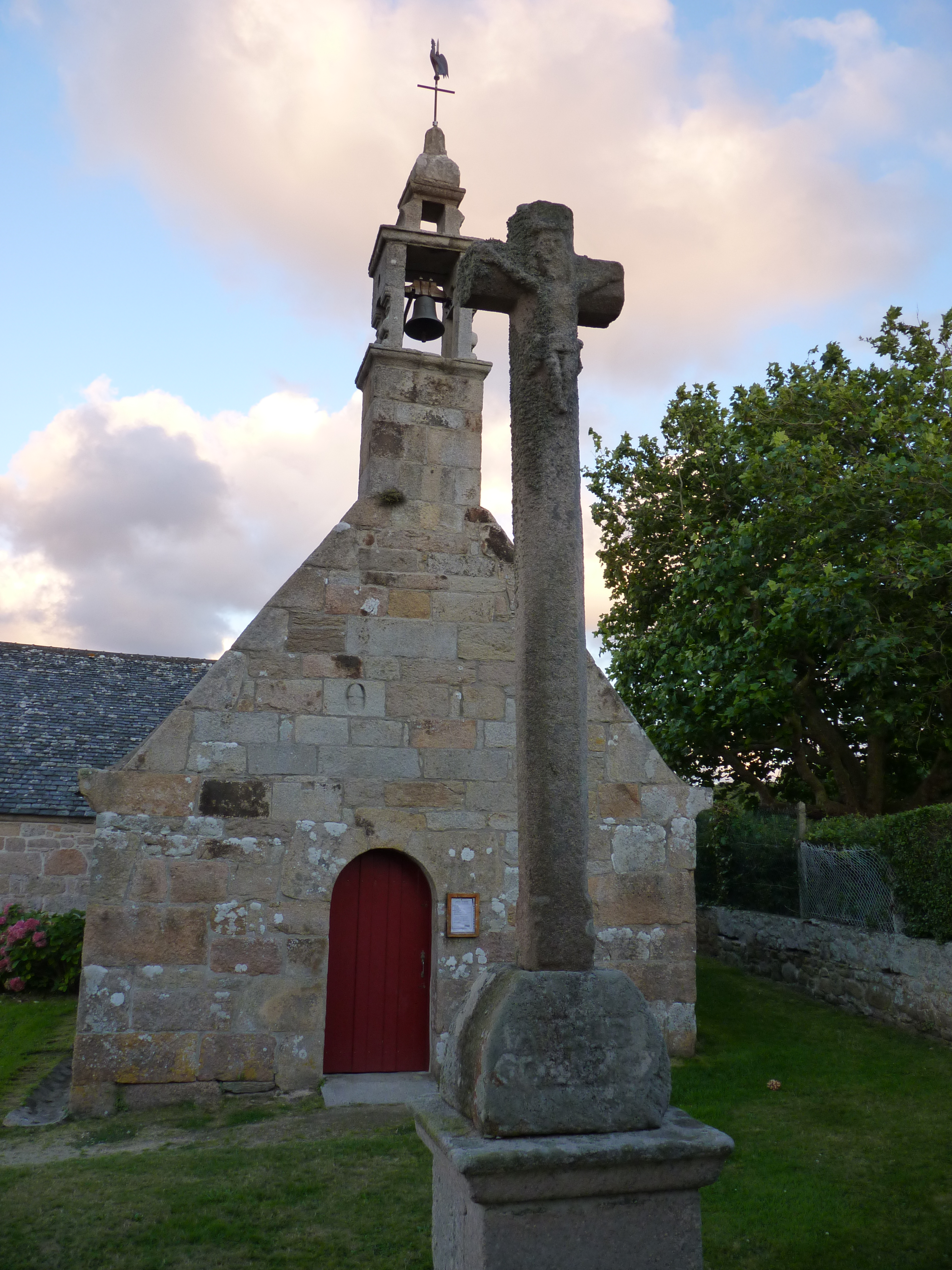
Notre-Dame de Bonne-Nouvelle mit Kreuz

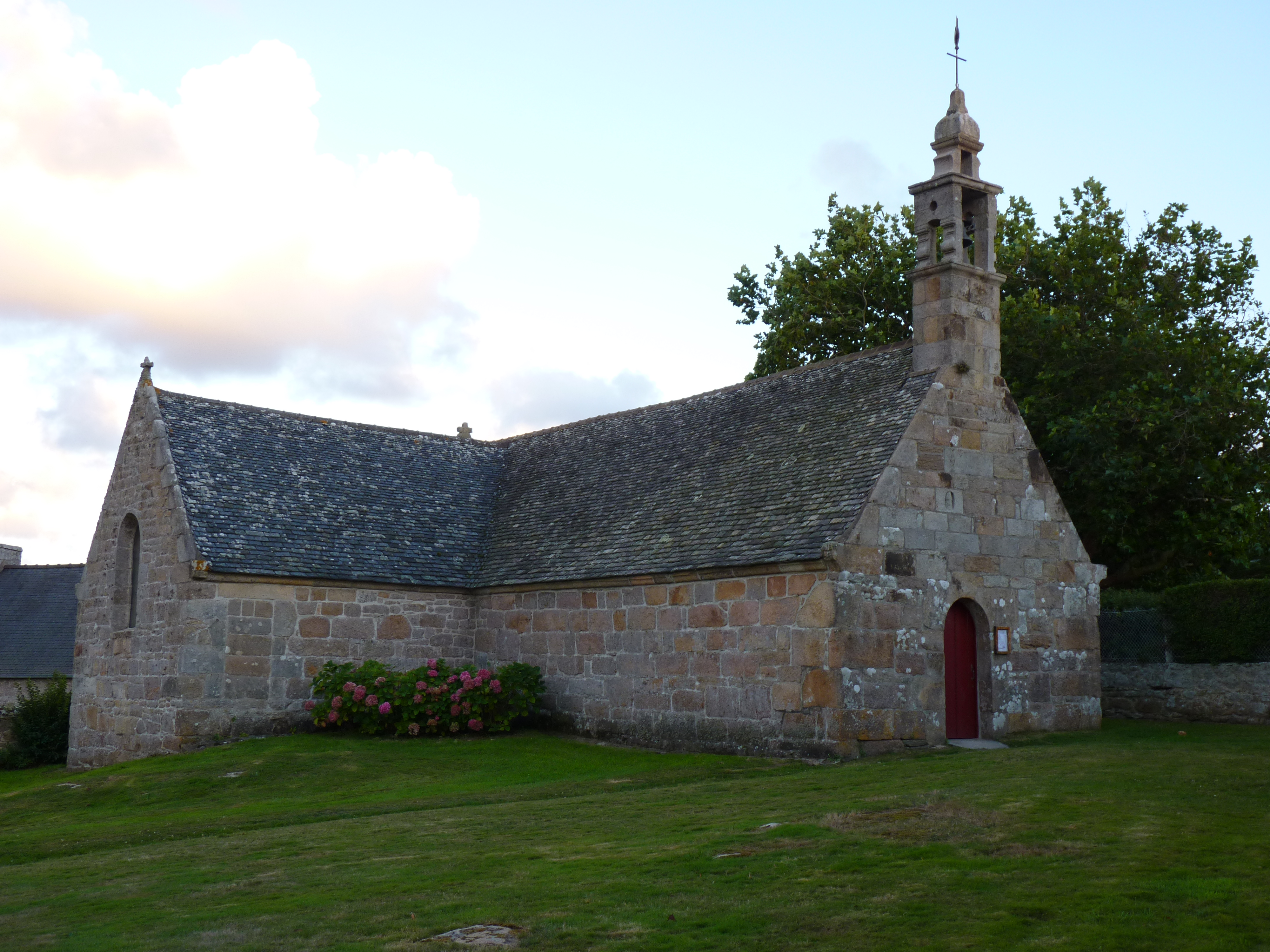
Chapelle Notre-Dame de Bonne-Nouvelle

Die Chapelle Notre-Dame de Bonne-Nouvelle (deutsch Unsere Liebe Frau von der frohen Botschaft), auch kurz Chapelle de Bonne Nouvelle, ist eine römisch-katholische Kapelle in Trébeurden im Département Côtes-d’Armor in der Bretagne aus dem 14. Jahrhundert.

## Geschichte
Der Legende nach wurde sie entweder von Johann IV., dem Herzog der Bretagne, zum Gedenken an seinen Sieg im Jahr 1364 in der Schlacht von Auray über seinen Widersacher Charles de Blois gegründet hat oder Mönche des Klosters Bégard haben die Kapelle errichtet. Die Kirche wurde in den Jahren 1670 und 1687 umgebaut. 1827 fanden weitere Renovierungen statt.

## Denkmal
1952 wurde die Kapelle in die französische Denkmalliste Monument historique aufgenommen.